# 布雷迪乌斯博物馆
布雷迪乌斯博物馆（英語：Museum Bredius）是一家位于海牙Lange Vijverberg 的以亚伯拉罕·布雷迪乌斯（Abraham Bredius）名字命名的博物馆。该馆以其蚀刻画和油画的收藏而著称，但最吸引游客之处还是其精准地呈现了18世纪Herenhuis的内部装饰和具有同时代风格的家具。